# ای. کا. ای. (آلبوم)
ای. کا.ای. (به انگلیسی: A.K.A.) آلبومی از هنرمند اهل ایالات متحده آمریکا جنیفر لوپز است که در ۱۳ ژوئن ۲۰۱۴ منتشر شد.
این آلبوم در چارت‌های در رتبه اول و در چارت‌های، آمریکا جزو ده آلبوم اول قرار گرفت.